# E87
La ruta europea E87 és una carretera que forma part de la Xarxa de carreteres europees. Comença a Odessa (Ucraïna) i finalitza a Antalya (Turquia). Té una longitud de 2030 km. Té una orientació de nord a sud i passa per Ucraïna, Romania, Bulgària i Turquia.